# SR (programmation)
SR (abréviation de Synchronizing Resources) est un langage de programmation destiné à la programmation concurrente.
Ce langage utilise essentiellement deux types d'objets : les ressources et les opérations. Les ressources désignent les processus et leurs variables, elles peuvent être compilées séparément. Les opérations sont chargées des interactions entre processus.
Le langage SR fournit des mécanismes pour invoquer et contrôler les opérations. Il permet par conséquent les appels à des procédures locales et distantes, les barrières de synchronisation, les passages de messages, les sémaphores, la création dynamique de processus, le multicast et le partage de mémoire.